# Big Brother (Portugal)
Big Brother é a versão portuguesa do formato holandês do reality show Big Brother, produzido pela Endemol Shine Iberia e exibido pela TVI e TVI Reality.
O programa baseia-se num número variável de pessoas anónimas que não se conhecem uns aos outros (ou famosos que no entanto poderão se conhecer) e fecham-se por, aproximadamente, quatro meses (dois meses, no caso das edições com famosos) numa casa isolada do exterior, sendo proibido o contacto com o mundo fora, enquanto são gravados 24 horas ao dia por câmaras e cada um dos concorrentes têm um microfone que não devem tirar. O formato foi criado pelo empresário holandês John de Mol e desenvolvido pela sua própria produtora.

## Cronologia
A primeira edição teve início a 3 de setembro de 2000 e finalizou 120 dias depois, a 31 de dezembro do mesmo ano. Até ao momento, mantém o título do programa não relacionado com futebol mais visto na história da televisão portuguesa e o único que conseguiu atingir um share de mais de 70%. Desde a primeira até a quarta edição, a casa na qual os concorrentes tinham de ficar confinados localizava-se nos estúdios da TVI, na Venda do Pinheiro, no concelho de Mafra; na quinta temporada, as instalações foram mudadas para uma mansão previamente existente e conhecida como «Kasa do Futuro», na Ericeira. O programa foi objecto de amplo debate sociológico na sociedade portuguesa.
No começo, o formato foi oferecido à SIC, que na altura era o canal de televisão mais popular de Portugal, mas foi recusado por Emídio Rangel, o diretor de programação do canal na época. Posteriormente o formato foi lhe oferecido à TVI, que naqueles anos era o segundo canal disponível na televisão aberta portuguesa com menor audiência, ficando apenas à frente da RTP2.
O Big Brother tem atualmente 10 edições com anónimos (inclui uma com anónimos e ex-concorrentes), cinco com famosos (Big Brother Famosos 1, Big Brother Famosos 2,   Big Brother VIP, Big Brother Famosos 2022 e Big Brother Famosos 2022 - 2ª Edição) e três edições especiais (Big Brother - Duplo Impacto, Big Brother - Desafio Final 1 e Big Brother - Desafio Final 2). Em 2010 estreou um formato similar, Secret Story - Casa dos Segredos, que teve até junho de 2018, treze edições - sete normais e seis especiais: quatro com o nome de Secret Story - Casa dos Segredos: Desafio final, uma com o nome de Secret Story - Casa dos Segredos: Luta Pelo Poder e outra Secret Story - Casa dos Segredos: O Reencontro.
No dia 30 de novembro de 2019 a TVI anunciou o regresso do formato para uma nova edição em 2020. A 5.ª temporada do Big Brother, desta vez chamada  BB 2020 começou no dia 26 de abril de 2020, quase um mês depois da data prevista devido à pandemia de COVID-19. Por esta mesma razão, todos os concorrentes tiveram que passar duas semanas em quarentena e foram testados duas vezes antes de ingressarem na casa.
No dia 5 de julho de 2020, enquanto decorria a 10.ª gala do BB2020, Cláudio Ramos informou em direto que as inscrições para a 6.ª edição do reality estavam abertas e que o jogo se iniciaria em setembro do mesmo ano. Desta feita, o reality chamar-se-ia: Big Brother - A Revolução e o formato teria várias diferenças face às edições anteriores.
A 20 de outubro de 2020 foi anunciado pela apresentadora e diretora de entretenimento e ficção, Cristina Ferreira, durante o seu programa, o Dia de Cristina, que haveria uma edição especial do BB2020 e do Big Brother - A Revolução, denominada «Big Brother - Duplo Impacto», com os melhores concorrentes das respetivas edições juntamente com os seus apresentadores e que estrearia em 2021.
A partir de setembro de 2021, regressou à antena da TVI para uma 7.ª temporada, o Big Brother 2021, que teve novidades ao nível da mecânica e realizado numa nova casa. O prémio desta edição será de 100 000 €.
A estreia da 7.ª edição ficou marcada para o dia 12 de setembro de 2021. Dois dias antes, foram anunciados na TVI, os apresentadores desta edição, no caso Manuel Luís Goucha e Cláudio Ramos.
Em novembro de 2021, é anunciado que em 2022 estreia a 4ª edição do Big Brother Famosos, 20 anos após a 1ª edição. A estreia da 4ª edição aconteceu dia 2 de janeiro de 2022 e a final dia 26 de fevereiro de 2022 e tem como apresentadora Cristina Ferreira que se estreia na apresentação de reality shows.
Na penúltima gala do «Big Brother Famosos 2022» foi anunciada uma nova edição do Big Brother Famosos 2022 - 2ª Edição que estreou no dia seguinte à final do Big Brother Famosos 2022, dia 27 de fevereiro de 2022, com apresentação de Cristina Ferreira.
No dia 24 de abril de 2022, dia em que termina Big Brother Famosos 2022 - 2ª Edição, estreia uma nova edição especial do programa, o Big Brother - Desafio Final, com alguns dos concorrentes das anteriores edições do programa e com apresentação de Cristina Ferreira.
No dia 9 de junho de 2022, é anunciado pela TVI, que em setembro (dia 11 - anunciado pela TVI no início de setembro de 2022) estreia uma nova edição regular do reality show com novos concorrentes. Esta é a 8.ª edição do programa na versão regular que nesta edição terá concorrentes anónimos e famosos. A apresentação mantém-se a cargo de Cristina Ferreira.
A 19 de junho de 2023, é anunciada pela TVI, uma nova edição do reality show, que terá inicio a 10 de setembro do mesmo ano. Esta será a 9ª edição com concorrentes anónimos e deverá contar novamente com a apresentação de Cristina Ferreira.
Em dezembro de 2023, é anunciada pelo TVI uma nova edição do Big Brother - Desafio Final, que viria a estrear em janeiro de 2024. Inicialmente, esta edição especial seria também apresentada por Cristina Ferreira, no entanto, dias mais tarde, a TVI anunciou que a condução ficaria a cargo de Cláudio Ramos, marcando o seu regresso à apresentação reality-show.
Em março do mesmo ano estreia o Big Brother 2024, também apresentado por Cláudio Ramos.
Após uma pausa no formato, o programa regressa à antena da TVI em março de 2025 para a edição comemorativa dos 25 anos do formato com apresentação de Cláudio Ramos.
Logo depois da grande final da edição comemorativa de 25 anos do formato estreou o Big Brother Verão que conta com famosos e ex-concorrentes do formato e de outros reality shows, teve a apresentação de Maria Botelho Muniz.

## Equipa
|                     | Edições          | Edições          | Edições          | Edições          | Edições          | Edições          | Edições          | Edições          | Edições          | Edições          | Edições          | Edições                  | Edições          | Edições          | Edições          | Edições          | Edições          | Edições          | Edições          | Edições          |                  |
| 1                   | 2                | 3                | Famosos 1        | Famosos 2        | 4                | VIP              | 2020             | A Revolução      | Duplo Impacto    | 2021             | Famosos 2022     | Famosos 2022 - 2ª Edição | Desafio Final 1  | 2022             | 2023             | Desafio Final 2  | 2024             | 2025             | Verão            |                  |                  |
|                     | Gala / Nomeações | Gala / Nomeações | Gala / Nomeações | Gala / Nomeações | Gala / Nomeações | Gala / Nomeações | Gala / Nomeações | Gala / Nomeações | Gala / Nomeações | Gala / Nomeações | Gala / Nomeações | Gala / Nomeações         | Gala / Nomeações | Gala / Nomeações | Gala / Nomeações | Gala / Nomeações | Gala / Nomeações | Gala / Nomeações | Gala / Nomeações | Gala / Nomeações | Gala / Nomeações |
| ------------------- | ---------------- | ---------------- | ---------------- | ---------------- | ---------------- | ---------------- | ---------------- | ---------------- | ---------------- | ---------------- | ---------------- | ------------------------ | ---------------- | ---------------- | ---------------- | ---------------- | ---------------- | ---------------- | ---------------- | ---------------- | ---------------- |
| Teresa Guilherme    |                  |                  |                  |                  |                  |                  |                  |                  |                  |                  |                  |                          |                  |                  |                  |                  |                  |                  |                  |                  |                  |
| Pedro Miguel Ramos  |                  |                  |                  |                  |                  |                  |                  |                  |                  |                  |                  |                          |                  |                  |                  |                  |                  |                  |                  |                  |                  |
| Cláudio Ramos       |                  |                  |                  |                  |                  |                  |                  |                  |                  |                  |                  |                          |                  |                  |                  |                  |                  |                  |                  |                  |                  |
| Manuel Luís Goucha  |                  |                  |                  |                  |                  |                  |                  |                  |                  |                  |                  |                          |                  |                  |                  |                  |                  |                  |                  |                  |                  |
| Cristina Ferreira   |                  |                  |                  |                  |                  |                  |                  |                  |                  |                  |                  |                          |                  |                  |                  |                  |                  |                  |                  |                  |                  |
| Maria Botelho Moniz |                  |                  |                  |                  |                  |                  |                  |                  |                  |                  |                  |                          |                  |                  |                  |                  |                  |                  |                  |                  |                  |
|                     | Extra            |                  |                  |                  |                  |                  |                  |                  |                  |                  |                  |                          |                  |                  |                  |                  |                  |                  |                  |                  |                  |
| Iva Domingues       |                  |                  |                  |                  |                  |                  |                  |                  |                  |                  |                  |                          |                  |                  |                  |                  |                  |                  |                  |                  |                  |
| Cristina Ferreira   |                  |                  |                  |                  |                  |                  |                  |                  |                  |                  |                  |                          |                  |                  |                  |                  |                  |                  |                  |                  |                  |
| Maria Botelho Moniz |                  |                  |                  |                  |                  |                  |                  |                  |                  |                  |                  |                          |                  |                  |                  |                  |                  |                  |                  |                  |                  |
| Mafalda de Castro   |                  |                  |                  |                  |                  |                  |                  |                  |                  |                  |                  |                          |                  |                  |                  |                  |                  |                  |                  |                  |                  |
| Alice Alves         |                  |                  |                  |                  |                  |                  |                  |                  |                  |                  |                  |                          |                  |                  |                  |                  |                  |                  |                  |                  |                  |
| Marta Cardoso       |                  |                  |                  |                  |                  |                  |                  |                  |                  |                  |                  |                          |                  |                  |                  |                  |                  |                  |                  |                  |                  |
| Cláudio Ramos       |                  |                  |                  |                  |                  |                  |                  |                  |                  |                  |                  |                          |                  |                  |                  |                  |                  |                  |                  |                  |                  |
| Flávio Furtado      |                  |                  |                  |                  |                  |                  |                  |                  |                  |                  |                  |                          |                  |                  |                  |                  |                  |                  |                  |                  |                  |
| Diário              |                  |                  |                  |                  |                  |                  |                  |                  |                  |                  |                  |                          |                  |                  |                  |                  |                  |                  |                  |                  |                  |
| Mafalda de Castro   |                  |                  |                  |                  |                  |                  |                  |                  |                  |                  |                  |                          |                  |                  |                  |                  |                  |                  |                  |                  |                  |
| Cláudio Ramos       |                  |                  |                  |                  |                  |                  |                  |                  |                  |                  |                  |                          |                  |                  |                  |                  |                  |                  |                  |                  |                  |
| Teresa Guilherme    |                  |                  |                  |                  |                  |                  |                  |                  |                  |                  |                  |                          |                  |                  |                  |                  |                  |                  |                  |                  |                  |
| Iva Domingues       |                  |                  |                  |                  |                  |                  |                  |                  |                  |                  |                  |                          |                  |                  |                  |                  |                  |                  |                  |                  |                  |
| Helena Coelho       |                  |                  |                  |                  |                  |                  |                  |                  |                  |                  |                  |                          |                  |                  |                  |                  |                  |                  |                  |                  |                  |
| Alice Alves         |                  |                  |                  |                  |                  |                  |                  |                  |                  |                  |                  |                          |                  |                  |                  |                  |                  |                  |                  |                  |                  |
| Marta Cardoso       |                  |                  |                  |                  |                  |                  |                  |                  |                  |                  |                  |                          |                  |                  |                  |                  |                  |                  |                  |                  |                  |
| Cristina Ferreira   |                  |                  |                  |                  |                  |                  |                  |                  |                  |                  |                  |                          |                  |                  |                  |                  |                  |                  |                  |                  |                  |
| Maria Botelho Moniz |                  |                  |                  |                  |                  |                  |                  |                  |                  |                  |                  |                          |                  |                  |                  |                  |                  |                  |                  |                  |                  |
| Nuno Eiró           |                  |                  |                  |                  |                  |                  |                  |                  |                  |                  |                  |                          |                  |                  |                  |                  |                  |                  |                  |                  |                  |
|                     | Última Hora      |                  |                  |                  |                  |                  |                  |                  |                  |                  |                  |                          |                  |                  |                  |                  |                  |                  |                  |                  |                  |
| Maria Botelho Moniz |                  |                  |                  |                  |                  |                  |                  |                  |                  |                  |                  |                          |                  |                  |                  |                  |                  |                  |                  |                  |                  |
| Mafalda de Castro   |                  |                  |                  |                  |                  |                  |                  |                  |                  |                  |                  |                          |                  |                  |                  |                  |                  |                  |                  |                  |                  |
| Alice Alves         |                  |                  |                  |                  |                  |                  |                  |                  |                  |                  |                  |                          |                  |                  |                  |                  |                  |                  |                  |                  |                  |
| José Lopes          |                  |                  |                  |                  |                  |                  |                  |                  |                  |                  |                  |                          |                  |                  |                  |                  |                  |                  |                  |                  |                  |
| Iva Domingues       |                  |                  |                  |                  |                  |                  |                  |                  |                  |                  |                  |                          |                  |                  |                  |                  |                  |                  |                  |                  |                  |
| Marta Cardoso       |                  |                  |                  |                  |                  |                  |                  |                  |                  |                  |                  |                          |                  |                  |                  |                  |                  |                  |                  |                  |                  |
| Nuno Eiró           |                  |                  |                  |                  |                  |                  |                  |                  |                  |                  |                  |                          |                  |                  |                  |                  |                  |                  |                  |                  |                  |
| Express             |                  |                  |                  |                  |                  |                  |                  |                  |                  |                  |                  |                          |                  |                  |                  |                  |                  |                  |                  |                  |                  |
| Mafalda de Castro   |                  |                  |                  |                  |                  |                  |                  |                  |                  |                  |                  |                          |                  |                  |                  |                  |                  |                  |                  |                  |                  |
| Alice Alves         |                  |                  |                  |                  |                  |                  |                  |                  |                  |                  |                  |                          |                  |                  |                  |                  |                  |                  |                  |                  |                  |
| Especial            |                  |                  |                  |                  |                  |                  |                  |                  |                  |                  |                  |                          |                  |                  |                  |                  |                  |                  |                  |                  |                  |
| Cláudio Ramos       |                  |                  |                  |                  |                  |                  |                  |                  |                  |                  |                  |                          |                  |                  |                  |                  |                  |                  |                  |                  |                  |
| Maria Botelho Moniz |                  |                  |                  |                  |                  |                  |                  |                  |                  |                  |                  |                          |                  |                  |                  |                  |                  |                  |                  |                  |                  |
| Mafalda de Castro   |                  |                  |                  |                  |                  |                  |                  |                  |                  |                  |                  |                          |                  |                  |                  |                  |                  |                  |                  |                  |                  |

### Repórteres
|                        | Edições | Edições | Edições   | Edições   | Edições | Edições | Edições | Edições     | Edições       | Edições | Edições      | Edições                  | Edições         | Edições | Edições | Edições         | Edições | Edições | Edições | Edições |
| 1                      | 2       | 3       | Famosos 1 | Famosos 2 | 4       | VIP     | 2020    | A Revolução | Duplo Impacto | 2021    | Famosos 2022 | Famosos 2022 - 2ª Edição | Desafio Final 1 | 2022    | 2023    | Desafio Final 2 | 2024    | 2025    | Verão   |         |
| ---------------------- | ------- | ------- | --------- | --------- | ------- | ------- | ------- | ----------- | ------------- | ------- | ------------ | ------------------------ | --------------- | ------- | ------- | --------------- | ------- | ------- | ------- | ------- |
| Isabel Silva           |         |         |           |           |         |         |         |             |               |         |              |                          |                 |         |         |                 |         |         |         |         |
| Marta Cardoso          |         |         |           |           |         |         |         |             |               |         |              |                          |                 |         |         |                 |         |         |         |         |
| Nuno Eiró              |         |         |           |           |         |         |         |             |               |         |              |                          |                 |         |         |                 |         |         |         |         |
| Marta Neves            |         |         |           |           |         |         |         |             |               |         |              |                          |                 |         |         |                 |         |         |         |         |
| Ana Isabel Arroja      |         |         |           |           |         |         |         |             |               |         |              |                          |                 |         |         |                 |         |         |         |         |
| Bárbara Inês           |         |         |           |           |         |         |         |             |               |         |              |                          |                 |         |         |                 |         |         |         |         |
| Rui Simões             |         |         |           |           |         |         |         |             |               |         |              |                          |                 |         |         |                 |         |         |         |         |
| Tatiana Figueiredo     |         |         |           |           |         |         |         |             |               |         |              |                          |                 |         |         |                 |         |         |         |         |
| Gonçalo Roque          |         |         |           |           |         |         |         |             |               |         |              |                          |                 |         |         |                 |         |         |         |         |
| Alice Alves            |         |         |           |           |         |         |         |             |               |         |              |                          |                 |         |         |                 |         |         |         |         |
| Francisca Carreira     |         |         |           |           |         |         |         |             |               |         |              |                          |                 |         |         |                 |         |         |         |         |
| Daniela Magalhães      |         |         |           |           |         |         |         |             |               |         |              |                          |                 |         |         |                 |         |         |         |         |
| Mafalda Oliveira       |         |         |           |           |         |         |         |             |               |         |              |                          |                 |         |         |                 |         |         |         |         |
| Sérgio Ferreira        |         |         |           |           |         |         |         |             |               |         |              |                          |                 |         |         |                 |         |         |         |         |
| Constança Maça         |         |         |           |           |         |         |         |             |               |         |              |                          |                 |         |         |                 |         |         |         |         |
| Simone Silva Fernandes |         |         |           |           |         |         |         |             |               |         |              |                          |                 |         |         |                 |         |         |         |         |

### Comentadores
|                       | Edições | Edições | Edições   | Edições   | Edições | Edições | Edições | Edições     | Edições       | Edições | Edições      | Edições                  | Edições         | Edições | Edições | Edições         | Edições | Edições | Edições | Edições |
| 1                     | 2       | 3       | Famosos 1 | Famosos 2 | 4       | VIP     | 2020    | A Revolução | Duplo Impacto | 2021    | Famosos 2022 | Famosos 2022 - 2ª Edição | Desafio Final 1 | 2022    | 2023    | Desafio Final 2 | 2024    | 2025    | Verão   |         |
| --------------------- | ------- | ------- | --------- | --------- | ------- | ------- | ------- | ----------- | ------------- | ------- | ------------ | ------------------------ | --------------- | ------- | ------- | --------------- | ------- | ------- | ------- | ------- |
| Cinha Jardim          |         |         |           |           |         |         |         |             |               |         |              |                          |                 |         |         |                 |         |         |         |         |
| Nuno Eiró             |         |         |           |           |         |         |         |             |               |         |              |                          |                 |         |         |                 |         |         |         |         |
| Marta Cardoso         |         |         |           |           |         |         |         |             |               |         |              |                          |                 |         |         |                 |         |         |         |         |
| Ana Arrebentinha      |         |         |           |           |         |         |         |             |               |         |              |                          |                 |         |         |                 |         |         |         |         |
| Ana Garcia Martins    |         |         |           |           |         |         |         |             |               |         |              |                          |                 |         |         |                 |         |         |         |         |
| Gisela Serrano        |         |         |           |           |         |         |         |             |               |         |              |                          |                 |         |         |                 |         |         |         |         |
| Hugo Sousa            |         |         |           |           |         |         |         |             |               |         |              |                          |                 |         |         |                 |         |         |         |         |
| Liliana Aguiar        |         |         |           |           |         |         |         |             |               |         |              |                          |                 |         |         |                 |         |         |         |         |
| Magda Burity          |         |         |           |           |         |         |         |             |               |         |              |                          |                 |         |         |                 |         |         |         |         |
| Pedro Crispim         |         |         |           |           |         |         |         |             |               |         |              |                          |                 |         |         |                 |         |         |         |         |
| Susana Dias Ramos     |         |         |           |           |         |         |         |             |               |         |              |                          |                 |         |         |                 |         |         |         |         |
| Teresa Paula Marques  |         |         |           |           |         |         |         |             |               |         |              |                          |                 |         |         |                 |         |         |         |         |
| Toy                   |         |         |           |           |         |         |         |             |               |         |              |                          |                 |         |         |                 |         |         |         |         |
| Fanny Rodrigues       |         |         |           |           |         |         |         |             |               |         |              |                          |                 |         |         |                 |         |         |         |         |
| Pedro Capitão         |         |         |           |           |         |         |         |             |               |         |              |                          |                 |         |         |                 |         |         |         |         |
| Eliane Tchissola      |         |         |           |           |         |         |         |             |               |         |              |                          |                 |         |         |                 |         |         |         |         |
| Diogo Reffóios Cunha  |         |         |           |           |         |         |         |             |               |         |              |                          |                 |         |         |                 |         |         |         |         |
| Flávio Furtado        |         |         |           |           |         |         |         |             |               |         |              |                          |                 |         |         |                 |         |         |         |         |
| Quintino Aires        |         |         |           |           |         |         |         |             |               |         |              |                          |                 |         |         |                 |         |         |         |         |
| Liliana Filipa        |         |         |           |           |         |         |         |             |               |         |              |                          |                 |         |         |                 |         |         |         |         |
| Daniel Gregório       |         |         |           |           |         |         |         |             |               |         |              |                          |                 |         |         |                 |         |         |         |         |
| Andreia Filipe        |         |         |           |           |         |         |         |             |               |         |              |                          |                 |         |         |                 |         |         |         |         |
| Luís Borges           |         |         |           |           |         |         |         |             |               |         |              |                          |                 |         |         |                 |         |         |         |         |
| José Lopes            |         |         |           |           |         |         |         |             |               |         |              |                          |                 |         |         |                 |         |         |         |         |
| Merche Romero         |         |         |           |           |         |         |         |             |               |         |              |                          |                 |         |         |                 |         |         |         |         |
| Helena Isabel         |         |         |           |           |         |         |         |             |               |         |              |                          |                 |         |         |                 |         |         |         |         |
| Luísa Castel-Branco   |         |         |           |           |         |         |         |             |               |         |              |                          |                 |         |         |                 |         |         |         |         |
| Zulmira Garrido       |         |         |           |           |         |         |         |             |               |         |              |                          |                 |         |         |                 |         |         |         |         |
| Catarina Miranda      |         |         |           |           |         |         |         |             |               |         |              |                          |                 |         |         |                 |         |         |         |         |
| Inês Simões           |         |         |           |           |         |         |         |             |               |         |              |                          |                 |         |         |                 |         |         |         |         |
| Marisa Cruz           |         |         |           |           |         |         |         |             |               |         |              |                          |                 |         |         |                 |         |         |         |         |
| Maria Sampaio         |         |         |           |           |         |         |         |             |               |         |              |                          |                 |         |         |                 |         |         |         |         |
| Nucha                 |         |         |           |           |         |         |         |             |               |         |              |                          |                 |         |         |                 |         |         |         |         |
| Kapinha               |         |         |           |           |         |         |         |             |               |         |              |                          |                 |         |         |                 |         |         |         |         |
| Rafaela Granado       |         |         |           |           |         |         |         |             |               |         |              |                          |                 |         |         |                 |         |         |         |         |
| Romana                |         |         |           |           |         |         |         |             |               |         |              |                          |                 |         |         |                 |         |         |         |         |
| Nuno Homem de Sá      |         |         |           |           |         |         |         |             |               |         |              |                          |                 |         |         |                 |         |         |         |         |
| Marta Gil             |         |         |           |           |         |         |         |             |               |         |              |                          |                 |         |         |                 |         |         |         |         |
| Catarina Siqueira     |         |         |           |           |         |         |         |             |               |         |              |                          |                 |         |         |                 |         |         |         |         |
| Gonçalo Quinaz        |         |         |           |           |         |         |         |             |               |         |              |                          |                 |         |         |                 |         |         |         |         |
| Carla Salgueiro       |         |         |           |           |         |         |         |             |               |         |              |                          |                 |         |         |                 |         |         |         |         |
| Weza Silva            |         |         |           |           |         |         |         |             |               |         |              |                          |                 |         |         |                 |         |         |         |         |
| Teresa Silva          |         |         |           |           |         |         |         |             |               |         |              |                          |                 |         |         |                 |         |         |         |         |
| Alexandra Ferreira    |         |         |           |           |         |         |         |             |               |         |              |                          |                 |         |         |                 |         |         |         |         |
| Bruna Gomes           |         |         |           |           |         |         |         |             |               |         |              |                          |                 |         |         |                 |         |         |         |         |
| António Bravo         |         |         |           |           |         |         |         |             |               |         |              |                          |                 |         |         |                 |         |         |         |         |
| Miguel Vicente        |         |         |           |           |         |         |         |             |               |         |              |                          |                 |         |         |                 |         |         |         |         |
| Noélia Pereira        |         |         |           |           |         |         |         |             |               |         |              |                          |                 |         |         |                 |         |         |         |         |
| Diana Lopes           |         |         |           |           |         |         |         |             |               |         |              |                          |                 |         |         |                 |         |         |         |         |
| Francisco Monteiro    |         |         |           |           |         |         |         |             |               |         |              |                          |                 |         |         |                 |         |         |         |         |
| Márcia Soares         |         |         |           |           |         |         |         |             |               |         |              |                          |                 |         |         |                 |         |         |         |         |
| Bruno Savate          |         |         |           |           |         |         |         |             |               |         |              |                          |                 |         |         |                 |         |         |         |         |
| Joana Sobral          |         |         |           |           |         |         |         |             |               |         |              |                          |                 |         |         |                 |         |         |         |         |
| João Ricardo          |         |         |           |           |         |         |         |             |               |         |              |                          |                 |         |         |                 |         |         |         |         |
| António Leal e Silva  |         |         |           |           |         |         |         |             |               |         |              |                          |                 |         |         |                 |         |         |         |         |
| Adriano Silva Martins |         |         |           |           |         |         |         |             |               |         |              |                          |                 |         |         |                 |         |         |         |         |
| Isabel Figueira       |         |         |           |           |         |         |         |             |               |         |              |                          |                 |         |         |                 |         |         |         |         |
| Raquel Loureiro       |         |         |           |           |         |         |         |             |               |         |              |                          |                 |         |         |                 |         |         |         |         |
| Cândido Pereira       |         |         |           |           |         |         |         |             |               |         |              |                          |                 |         |         |                 |         |         |         |         |
| Inês Morais           |         |         |           |           |         |         |         |             |               |         |              |                          |                 |         |         |                 |         |         |         |         |

## Exibição

### Edições regulares
| Edição                    | Estreia                | Final                  | Dias | Concorrentes | Prémio                    | Audiência média       | Share                 |  |
| ------------------------- | ---------------------- | ---------------------- | ---- | ------------ | ------------------------- | --------------------- | --------------------- |  |
| Big Brother 1             | 3 de setembro de 2000  | 31 de dezembro de 2000 | 120  | 14           | 20.000 contos (100.000 €) | 20,9                  | 60,8%                 |  |
| Big Brother 2             | 21 de janeiro de 2001  | 20 de maio de 2001     | 120  | 15           | 20.000 contos (100.000 €) | sem dados disponíveis | sem dados disponíveis |  |
| Big Brother 3             | 2 de setembro de 2001  | 31 de dezembro de 2001 | 121  | 14           | 100.000 €                 | sem dados disponíveis | sem dados disponíveis |  |
| Big Brother 4             | 31 de agosto de 2003   | 31 de dezembro de 2003 | 123  | 20           | 100.000 €                 | sem dados disponíveis | sem dados disponíveis |  |
| Big Brother 2020          | 26 de abril de 2020    | 2 de agosto de 2020    | 99   | 20           | 50.000 €                  | sem dados disponíveis | sem dados disponíveis |  |
| Big Brother - A Revolução | 13 de setembro de 2020 | 31 de dezembro de 2020 | 110  | 21           | 50.000 €                  | sem dados disponíveis | sem dados disponíveis |  |
| Big Brother 2021          | 12 de setembro de 2021 | 31 de dezembro de 2021 | 111  | 21           | 52.000 €                  |                       |                       |  |
| Big Brother 2022          | 11 de setembro de 2022 | 31 de dezembro de 2022 | 112  | 24           | 37.645€                   |                       |                       |  |
| Big Brother 2023          | 10 de setembro de 2023 | 31 de dezembro de 2023 | 113  | 23           | 100.000 €                 |                       |                       |  |
| Big Brother 2024          | 24 de março de 2024    | 30 de junho de 2024    | 99   | 25           | 100.000 €                 |                       |                       |  |
| Big Brother 2025          | 23 de março de 2025    | 29 de junho de 2025    | 99   | 22           | 100.000 €                 |                       |                       |  |

### Edições com famosos
| Edição                                | Estreia                 | Final                   | Dias | Concorrentes | Prémio  | Audiência média       | Share                 |
| ------------------------------------- | ----------------------- | ----------------------- | ---- | ------------ | ------- | --------------------- | --------------------- |
| Big Brother Famosos 1                 | 8 de setembro de 2002   | 3 de novembro de 2002   | 57   | 16           | 50.000€ | 13,5%                 | 47%                   |
| Big Brother Famosos 2                 | 5 de novembro de 2002   | 31 de dezembro de 2002  | 57   | 14           | 50.000€ | sem dados disponíveis | sem dados disponíveis |
| Big Brother VIP                       | 21 de abril de 2013     | 21 de julho de 2013     | 92   | 21           | 30.000€ | sem dados disponíveis | sem dados disponíveis |
| Big Brother Famosos 2022              | 2 janeiro de 2022       | 26 de fevereiro de 2022 | 56   | 13           | 10.000€ | 13,3%                 | 31,6%                 |
| Big Brother Famosos 2022 - 2.ª edição | 27 de fevereiro de 2022 | 24 de abril de 2022     | 57   | 15           | 10.000€ | 12,2%                 | 22,7%                 |

### Edições especiais
| Edição                        | Estreia              | Final                  | Dias | Concorrentes | Prémio                                                              | Audiência média       | Share                 |
| ----------------------------- | -------------------- | ---------------------- | ---- | ------------ | ------------------------------------------------------------------- | --------------------- | --------------------- |
| Big Brother - Duplo Impacto   | 3 de janeiro de 2021 | 27 de março de 2021    | 84   | 21           | 1.º lugar: 20.000€ 2.º lugar: 7500€ 3.ºlugar: 5000€ 4.ºlugar: 2500€ | sem dados disponíveis | sem dados disponíveis |
| Big Brother - Desafio Final 1 | 24 de abril de 2022  | 5 de junho de 2022     | 43   | 11           | 10.000€                                                             | sem dados disponíveis | sem dados disponíveis |
| Big Brother - Desafio Final 2 | 7 de janeiro de 2024 | 17 de março de 2024    | 71   | 26           | 1.°lugar: 20.000€ 2.°lugar: 5.000€ 3.°lugar: 2.500€                 |                       | 23,6%                 |
| Big Brother - Verão           | 30 de junho de 2025  | 12 de setembro de 2025 | 75   | 19           | 30.000€                                                             |                       |                       |

## Concorrentes
Até a 5.ª edição do Big Brother, 85 pessoas anónimas e 48 famosos já participaram deste reality show em Portugal, sendo a maioria deles originários dos distritos de Lisboa, Porto, Setúbal e Leiria. Em seis edições houve só seis concorrentes vindos das ilhas, sendo três açorianos e três madeirenses. Também participaram pessoas vindas de outros países: seis brasileiros, dois angolanos, uma cabo-verdiana e uma venezuelana; Além disso, houve concorrentes filhos de emigrantes portugueses que nasceram no estrangeiro: uma da Suíça, um do Reino Unido e outra dos Estados Unidos.

## Recordes

### Maiores rejeições
| #    | Edição            | Semana     | Resultados da Votação           | Resultados da Votação          | Resultados da Votação             | Resultados da Votação          | Resultados da Votação          | Resultados da Votação          | Resultados da Votação          |
| ---- | ----------------- | ---------- | ------------------------------- | ------------------------------ | --------------------------------- | ------------------------------ | ------------------------------ | ------------------------------ | ------------------------------ |
| 1–2  | Desafio Final 2   | 1 (dia 2)  | Pedro Soá 1% (entre 5)          | Pedro Soá 1% (entre 5)         | Catarina Esparteiro 34% (entre 2) | Fábio Gonçalves 66% (entre 2)  | Leandro 23% (entre 4)          | Rafael Teixeira 56% (entre 4)  | Rafael Teixeira 56% (entre 4)  |
| 1–2  | 2025              | 2 (dia 8)  | Mariana Costa 1% (entre 5)      | Mariana Costa 1% (entre 5)     | Mariana Costa 1% (entre 5)        | Carolina Braga 11% (entre 5)   | Carina Frias 15% (entre 5)     | Sara Silva 36% (entre 5)       | Diogo Bordin 37% (entre 5)     |
| 3    | Duplo Impacto     | 11         | Edmar Teixeira 4% (entre 3)     | Edmar Teixeira 4% (entre 3)    | Jéssica Fernandes 41% (entre 2)   | Noélia Pereira 59% (entre 2)   | Noélia Pereira 59% (entre 2)   | Noélia Pereira 59% (entre 2)   | Noélia Pereira 59% (entre 2)   |
| 4    | Desafio Final 2   | 1 (dia 8)  | Fábio Gonçalves 6% (entre 3)    | Fábio Gonçalves 6% (entre 3)   | Fábio Gonçalves 6% (entre 3)      | Jéssica Galhofas 41% (entre 3) | Jéssica Galhofas 41% (entre 3) | Bárbara Parada 53% (entre 3)   | Bárbara Parada 53% (entre 3)   |
| 5    | Verão             | 1 (dia 7)  | Salvador Crisball 7% (entre 4)  | Salvador Crisball 7% (entre 4) | Salvador Crisball 7% (entre 4)    | Viriato Quintela 11% (entre 4) | Ana Catharina 27% (entre 4)    | Catarina Miranda 55% (entre 4) | Catarina Miranda 55% (entre 4) |
| 6–8  | 2021              | 3 (dia 15) | Lourenço Barcelos 10% (entre 5) | Aurora Sousa 12% (entre 5)     | Rui Baptista 17% (entre 5)        | Ana Morina 23% (entre 5)       | Ana Morina 23% (entre 5)       | Joana Schreyer 38% (entre 5)   | Joana Schreyer 38% (entre 5)   |
| 6–8  | 2025              | 3 (dia 15) | Tiago Rodrigues 10% (entre 6)   | Tiago Rodrigues 10% (entre 6)  | Gonçalo da Costa 13% (entre 5)    | Érica Reis 15% (entre 5)       | Manuel Rodrigues 19% (entre 5) | Carina Frias 23% (entre 5)     | Sara Silva 30% (entre 5)       |
| 6–8  | 2025              | 10         | Solange Tavares 10% (entre 3)   | Solange Tavares 10% (entre 3)  | Solange Tavares 10% (entre 3)     | Manuel Cavaco 31% (entre 3)    | Nuno Brito 59% (entre 3)       | Diogo Bordin 52% (entre 4)     | Luís Gonçalves 40% (entre 5)   |
| 9–10 | Famosos 2022 - II | 5          | Virginia Lopéz 89% (entre 2)    | Virginia Lopéz 89% (entre 2)   | Virginia Lopéz 89% (entre 2)      | Fernando Semedo 11% (entre 2)  | Nuno Graciano † 7% (entre 4)   | Bernardo Sousa 5% (entre 4)    | Vanessa Silva 1% (entre 5)     |
| 9–10 | 2024              | 7          | Alex Ferreira 11% (entre 4)     | Alex Ferreira 11% (entre 4)    | Gil Teotónio 43% (entre 2)        | João Oliveira 57% (entre 2)    | David Maurício 46% (entre 3)   | Carolina Nunes 32% (entre 5)   | Catarina Miranda 66% (entre 6) |

## Palmarés

### Edições regulares
| Edição                    | Vencedor(a)        | 2.º lugar         | 3.º lugar         | 4.º lugar        | 5.º lugar         | 6.º lugar        |
| ------------------------- | ------------------ | ----------------- | ----------------- | ---------------- | ----------------- | ---------------- |
| Big Brother 1             | Zé Maria Seleiro   | Susana Almeida    | Célia Melo        | Telmo Ferreira   | Mário Ribeiro     | Marta Cardoso    |
| Big Brother 2             | Henrique Guimarães | Patrícia Maüte    | Bruno Timóteo     | Paulo            | Elsa Barros       | Carla            |
| Big Brother 3             | Catarina Cabral    | Pedro             | Lara Machado      | Marciano         | Liliana Aguiar    | Lourenço         |
| Big Brother 4             | Fernando Geraldes  | Tatiana Madureira | Ricardo Barreiros | Tania            | Thiago Petronilho | Filipa Ramos     |
| Big Brother 2020          | Soraia Moreira     | Diogo Cunha       | Noélia Pereira    | Iury Mellany     | Ana Catharina     | Sandrina Pratas  |
| Big Brother - A Revolução | Zena Pacheco       | Jéssica Fernandes | Pedro Fonseca     | Renato Ribeiro   | André Abrantes    | Carina Duarte    |
| Big Brother 2021          | Ana Barbosa        | António Bravo     | Bruno d'Almeida   | Rui Pinheiro     | Fábio Faísca      | Débora Neves     |
| Big Brother 2022          | Miguel Vicente     | Rúben Boa Nova    | Bárbara Parada    | Miro Vemba       | Diogo Coelho      | Sónia Pinho      |
| Big Brother 2023          | Francisco Monteiro | Hugo Andrade      | Márcia Soares     | Joana Sobral     | André Lopes       | Jéssica Galhofas |
| Big Brother 2024          | Inês Morais        | Daniela Ventura   | Fábio Caçador     | André Silva      | David Maurício    | João Oliveira    |
| Big Brother 2025          | Luís Gonçalves     | Diogo Bordin      | Lisa Schincariol  | Manuel Rodrigues | Carolina Braga    | Carina Frias     |

### Edições com famosos
| Edição                               | Vencedor(a)    | 2.º lugar        | 3.º lugar         | 4.º lugar      | 5.º lugar          | 6.º lugar                        |
| ------------------------------------ | -------------- | ---------------- | ----------------- | -------------- | ------------------ | -------------------------------- |
| Big Brother Famosos 1                | Ricky Vieira   | Francisco Mendes | João Melo         | Carlos Sampaio | Nicole Quartin     | Sónia Veiga                      |
| Big Brother Famosos 2                | Vítor Norte    | Ruth Marlene     | Marisa Ferreira   | Cláudio Ramos  | Valentino Baptista | Gisela Serrano                   |
| Big Brother VIP                      | Pedro Guedes   | Flávio Furtado   | Mafalda Teixeira  | Kelly Baron    | Sara Santos        | [[Vitorino Silva\|Tino de Rans]] |
| Big Brother Famosos 2022             | Kasha Pereira  | Jorge Guerreiro  | Catarina Siqueira | Marta Gil      | Mário Jardel       | Liliana Almeida                  |
| Big Brother Famosos 2022 - 2ª Edição | Bernardo Sousa | Marco Costa      | Bruna Gomes       | Daniel Kenedy  | Vanessa Silva      | Fernando Semedo                  |

### Edições especiais
| Edição                        | Vencedor(a)       | 2.º lugar      | 3.º lugar      | 4.º lugar       | 5.º lugar         | 6.º lugar      |
| ----------------------------- | ----------------- | -------------- | -------------- | --------------- | ----------------- | -------------- |
| Big Brother - Duplo Impacto   | Joana Albuquerque | Bruno Savate   | Noélia Pereira | Sofia Sousa     | Jéssica Fernandes | Edmar Teixeira |
| Big Brother - Desafio Final 1 | Bruna Gomes       | Gonçalo Quinaz | Pedro Guedes   | Francisco Macau | Catarina Siqueira | António Bravo  |
| Big Brother - Desafio Final 2 | Bruno Savate      | Bárbara Parada | Ana Barbosa    | Noélia Pereira  | Vina Ribeiro      | André Lopes    |
| Big Brother Verão             | por anunciar      | por anunciar   | por anunciar   | por anunciar    | por anunciar      | por anunciar   |

## Edições

### Big Brother 1
A primeira edição do Big Brother realizado em Portugal teve início a 3 de setembro de 2000 e finalizou 120 dias depois, a 31 de dezembro do mesmo ano. Este foi o primeiro reality show realizado no país e a primeira versão deste formato que teve lugar num país de língua portuguesa; até o momento, esta temporada mantém o título do programa da televisão portuguesa com maior audiência de sempre, sendo que a final conseguiu chegar para além dos 70% de share televisivo e conseguiu posicionar a TVI como um canal popular e quebrar o oligopólio da RTP e SIC.
Num princípio este formato foi oferecido à SIC, que era o canal de televisão mais popular de Portugal na altura, mas foi recusado. Após ver o sucesso que o Big Brother estava a fazer, a estação resolveu estrear um outro reality chamado Acorrentados, que não atingiu os níveis de audiência esperados.
Esta edição teve 14 concorrentes e foi apresentada por Teresa Guilherme e o vencedor foi Zé Maria Seleiro, pedreiro de 27 anos e natural da vila de Barrancos, QUE recebeu 20.000 contos, o que na altura equivalia a 100.000€, e um carro novo. Alguns dos participantes continuaram na vida pública anos depois como foi o caso de Telmo Ferreira, candidato a deputado pelo PS, pelo distrito de Leiria nas eleições legislativas de 2011, ou Marta Cardoso, que trabalha como profisisonal televisiva desde a segunda metade da década de 2000 - primeiro como comentadora e apresentadora de televisão, nomeadamente de reality shows - e que se casou e teve um filho com Marco Borges, outro concorrente. Juntos protagonizaram a primeira relação sexual da casa. Marco também protagonizou a primeira expulsão por parte da produção, por ter dado um pontapé numa outra concorrente.

### Big Brother 2
A segunda edição do Big Brother realizado em Portugal teve início a 21 de janeiro de 2001 e terminou 120 dias depois, a 20 de maio de 2001.
Devido ao impacto que teve o programa, a segunda temporada estreou três semanas após o final da primeira. As inscrições para o Big Brother 2 começaram ainda durante o decorrer da primeira edição e o número de candidaturas quintuplicou para cerca de 20.000 inscritos.
Para a nova temporada, a casa que naquela altura ficava na Venda do Pinheiro passou por diversas remodelações nas cores das paredes e com novo mobiliário. Foram treze os concorrentes que entraram no primeiro dia e resultou na vitória de Henrique Torres, também conhecido por Icas, estudante de 20 anos natural de Ferrel, Peniche.

### Big Brother 3
A terceira edição do Big Brother realizado em Portugal teve início a 2 de setembro de 2001 e terminou 121 dias depois, a 31 de dezembro de 2001.
A vencedora foi Catarina Cabral, estudante de 21 anos e natural de Ponta Delgada, sendo a primeira mulher a ganhar um Big Brother em Portugal, incluindo as versões com famosos. Também foi a primeira pessoa de origem açoriana a entrar na casa do Big Brother.
Esta edição ficou marcada por ser a primeira na qual um concorrente assumiu publicamente a sua homossexualidade num reality show português. Outro acontecimento que marcou esta temporada foi o facto de ser a primeira na qual o vencedor iria receber o prémio em euros, após a entrada em circulação da moeda única.

### Big Brother Famosos 1
A primeira edição do Big Brother Famosos realizado em Portugal teve início a 8 de setembro de 2002 e terminou a 3 de novembro de 2002.
Este foi o primeiro reality show português onde os concorrentes eram pessoas previamente conhecidas do público. Participaram 16 famosos: 13 entram no primeiro dia, mas três acabaram por desistir. Entre os concorrentes estavam Zé Maria, o vencedor da primeira edição do reality com anónimos, e Cinha Jardim, que dois anos depois participaria na primeira edição da Quinta das Celebridades.
O vencedor foi o cantor Ricky - conhecido por ter feito parte do boy group Milénio -, natural de Lisboa e que na altura tinha 26 anos. Recebeu 50.000€, os quais teve de dividir com a ex-mulher, Dália Madruga, porque o processo de divórcio entre eles não tinha terminado naquela altura.

### Big Brother Famosos 2
A segunda edição do Big Brother Famosos realizado em Portugal teve início a 5 de novembro de 2002 e terminou a 31 de dezembro de 2002.
Nesta temporada participaram 14 famosos, entre eles figuras como Ruth Marlene, Gisela Serrano, Melão, Rita Ribeiro, Lena D’ Água e Cláudio Ramos, que acabaria por se tornar o apresentador da quinta edição do Big Brother com anónimos, realizada em 2020.
O vencedor foi o ator Vítor Norte, de 51 anos, natural de Borba, Évora.

### Big Brother 4
A quarta edição do Big Brother realizado em Portugal teve início a 31 de agosto de 2003 e terminou 123 dias depois, a 31 de dezembro de 2003.
O vencedor foi Fernando Geraldes, mais conhecido como Nando, de 27 anos e natural do Seixal.
Dois concorrentes desta edição, Fernando Geraldes, o vencedor, e Filipa Ramos, que ficou em 6.º lugar, casaram-se e tiveram um filho.

### Big Brother VIP
A terceira edição do Big Brother Famosos realizado em Portugal teve início a 21 de abril de 2013 e terminou a 21 de julho de 2013.
A 13 de março de 2013, a TVI arrancou com a promoção da terceira edição do Big Brother com concorrentes famosos em Portugal, sendo este o formato sucessor de A Tua Cara Não Me É Estranha.  Esta edição de famosos foi a que teve maior duração, 92 dias no total, sendo a última que teve lugar na casa da Venda do Pinheiro.
Contou com famosos como Carolina Salgado, o cronista e comentador Flávio Furtado, o cantor Edmundo Vieira e a atriz Marta Melro.
O vencedor foi o manequim Pedro Guedes, de 33 anos e natural do Porto.

### Big Brother 2020
A quinta edição do Big Brother realizado em Portugal teve início a  26 de abril de 2020 e finalizou a 2 de agosto de 2020.
Após 17 anos, a TVI estreou a 5.ª temporada do Big Brother, também chamada de BB2020. Para esta temporada a TVI decidiu apostar em Cláudio Ramos que foi concorrente da segunda edição do Big Brother Famosos.  A 30 de novembro de 2019, a TVI lançou o casting para a nova edição do programa que viria a ter data de estreia agendada para 22 de março de 2020. No entanto, devido à pandemia de COVID-19, o programa acabou por estrear apenas um mês depois do previsto, a 26 de abril de 2020.  Nesta temporada, todos os concorrentes tiveram de passar duas semanas em isolamento total no hotel Solplay em Linda-a-Velha, e foram testados duas vezes - à entrada e à saída do período de quarentena - para o SARS-CoV-2.
Foi a primeira vez que o reality se dividiu em duas partes. Primeiro teve lugar o BB ZOOM, onde se acompanharam os 15 dias em que os concorrentes passaram em isolamento num hotel. Eles podiam comunicar uns com os outros, através da aplicação ZOOM e diariamente recebiam desafios e atividades propostas pelo Big Brother. A 10 de maio de 2020 deu-se o arranque oficial do Big Brother nos moldes que todos conhecem, com os 20 concorrentes a entrarem na casa. A casa onde se realizou esta edição fica na Ericeira e não foi feita especificamente para o programa. É sim uma mansão que já existia previamente, conhecida como «Kasa do Futuro» e está avaliada em 6.500.000€.
Esta edição ficou marcada por acusações de homofobia, xenofobia, violência, body shaming e pela morte do pai de uma das concorrentes.
A temporada culminou após 99 dias de jogo com a vitória de Soraia Moreira, professora assistente em ensino especial, de 27 anos e natural do Seixal. A vencedora recebeu 50.000€, sendo a primeira pessoa de origem africana a ganhar uma edição do Big Brother em Portugal e a segunda mulher.

### Big Brother - A Revolução
A sexta edição do Big Brother realizada em Portugal foi confirmada pelo apresentador do BB2020, Cláudio Ramos, e teve início a 13 de setembro de 2020, terminando no final do ano, a 31 de dezembro de 2020. Esta edição marcou o regresso de Teresa Guilherme à apresentação do Big Brother.  A casa onde se realizou esta edição fica na Ericeira e não foi feita especificamente para o programa. É sim uma mansão que já existia previamente, conhecida como «Kasa do Futuro» e está avaliada em 6.500.000€». Esta casa foi a mesma usada no BB2020 que é depois mais á frente também usada no Big Brother: Duplo Impacto.
A temporada finalizou a 31 de dezembro de 2020, após 110 dias de jogo.
A vencedora desta edição foi Zena Pacheco Alves, de 21 anos e natural da Madeira. A vencedora levou um prémio de 50 000€.  O «Big Brother - A Revolução» ficou marcado por quatro desistências, por várias causas e pelo surto psicótico sofrido por um concorrente devido à pressão do jogo.

### Big Brother - Duplo Impacto
A primeira edição especial do Big Brother realizado em Portugal teve início a 3 de janeiro de 2021 e finalizou a 27 de março de 2021.
Nesta temporada participaram vários antigos concorrentes dos programas: Casa dos Segredos das edições 4, 5 e 6; Big Brother 2020, Big Brother - A Revolução, A Quinta e a irmã de uma concorrente da temporada 2020 do Big Brother.
Esta edição ficou marcada pela desistência de quatro concorrentes e pela expulsão de Hélder Teixeira por ter feito a saudação nazi em várias ocasiões dentro da casa.
O Duplo Impacto finalizou após 84 dias e a vencedora foi a ex-concorrente do «Big Brother - A Revolução», Joana Albuquerque, designer de modas, de 21 anos e natural de Alcabideche. O prémio final foi de 20.000€ e foi a única edição onde todos os finalistas receberam uma gratificação económica.

### Big Brother 2021
A sétima edição do Big Brother teve início a 12 de setembro de 2021, terminando no final do ano, a 31 de dezembro de 2021. apresentada por Cláudio Ramos  e Manuel Luís Goucha.  A casa onde se realizou esta edição fica na Malveira e foi feita especificamente para o programa. A grande vencedora desta edição foi Ana Barbosa com 59% da votação do público.

### Big Brother Famosos 2022[23]
A quarta edição do Big Brother Famosos tem estreia marcada para o dia 2 de janeiro de 2022 (dois dias após a final do Big Brother 2021), terminando depois a 26 de fevereiro de 2022, com 13 concorrentes conhecidos do público.
Esta edição foi apresentada por Cristina Ferreira, que se estreia na apresentação de reality shows.
Esta edição contou com famosos como Bruno de Carvalho, Liliana Almeida, Mário Jardel, Jorge Guerreiro e Nuno Homem de Sá.
Após 56 dias, o grande vencedor desta edição do Big Brother Famosos foi o cantor Kasha com 52% dos votos.

### Big Brother Famosos 2022 - 2ª Edição[26]
Na penúltima gala do «Big Brother Famosos 2022» foi anunciada uma nova edição do Big Brother Famosos que estreou no dia seguinte à final do Big Brother Famosos 2022, dia 27 de fevereiro de 2022, com apresentação de Cristina Ferreira e contou com famosos como o ex-apresentador Nuno Graciano, a atriz Sara Aleixo, o treinador de futebol Daniel Kenedy e a atriz e cantora Vanessa Silva. O grande vencedor desta edição foi o piloto de automóveis Bernardo Sousa com 64% da votação do público.

### Big Brother - Desafio Final 1
Após ter terminado o Big Brother Famosos 2022 - 2.ª edição, logo de seguida, estreou o Big Brother - Desafio Final, em que junta ex-concorrentes de edições anteriores.
Conta com três participantes do Big Brother 2021 (Ana Barbosa, António Bravo e Débora Neves), quatro do Big Brother Famosos 2022 (Leandro, Nuno Homem de Sá, Jaciara Dias e Catarina Siqueira), Bruna Gomes do Big Brother Famosos 2022 - 2.ª edição, dois do Big Brother VIP (Pedro Guedes e Francisco Macau) e Gonçalo Quinaz da A Quinta. A vencedora desta edição foi Bruna Gomes com 91% da votação do público.

### Big Brother 2022
Após o fim do Big Brother - Desafio Final, o formato teve alguns meses de descanso até setembro, e no mês de junho foram abertas as inscrições do Big Brother 2022, fechadas a 21 de agosto.
Pela primeira vez em Portugal o novo Big Brother vai seguir os passos da edição brasileira, em que vão juntar famosos e anónimos na mesma casa. São 17 anónimos e 7 famosos, no caso ex-concorrentes de anteriores edições e uma estreante (Rúben da Cruz, Nuno Homem de Sá, Frederica Lima, Rúben Boa-Nova, Tatiana Boa-Nova, Joana Schreyer e Ricardo Pereira) totalizando 24 concorrentes.
O Big Brother 2022  estreou a 11 de setembro de 2022 com apresentação de Cristina Ferreira.
Terminou a 31 de dezembro de 2022 e consagrou como vencedor o concorrente Miguel Vicente.

### Big Brother 2023
Após o fim do Big Brother - 2022, o formato teve alguns meses de descanso até setembro. No mês de junho foram abertas as inscrições do Big Brother 2023 que foram fechadas em agosto.
Nesta edição, os concorrentes são todos anónimos e a casa sofreu algumas alterações, tendo ficado dividida em 2 partes. A divisão da casa onde os concorrentes têm direito a todas as mordomias e o anexo onde as condições e o espaço são limitados. Neste última divisão, os concorrentes vivem num espaço com uma área limitada, não têm acesso à luz do dia e a alimentação e o acesso à água quente são também limitados.
Terminou a 31 de dezembro de 2023, com a vitória de Francisco Monteiro que conquistou 100.000 €.

### Big Brother - Desafio Final 2
Após terminar o Big Brother 2023, é anunciada a estreia de uma nova edição especial do Big Brother - Desafio Final 2, em que junta ex-concorrentes de edições anteriores. A apresentação desta vez fica a cargo de Cláudio Ramos, uma vez que Cristina Ferreira apresenta no mesmo período a sexta edição do concurso Dança com as Estrelas com Bruno Cabrerizo.
Esta edição especial, teve uma maior duração do que o previsto devido às boas audiências, terminando assim a 17 de março de 2024 com a vitória de Bruno Savate que ganhou 20.000€ de prémio final. Nesta edição o segundo e terceiro classificados também receberam prémios monetários.

### Big Brother 2024
Ainda durante o decorrer do Big Brother 2023, é anunciada uma nova edição do reality-show Big Brother com estreia prevista para a primavera. Inicialmente previsto ser apresentado por Cristina Ferreira, a apresentação da nova edição acabou por recair em Cláudio Ramos. O prémio do vencedor será como na edição regular anterior de 100.000 €.
Esta edição marca o regresso de Maria Botelho Moniz à apresentação dos blocos diários do programa após licença de maternidade e de abandonar a apresentação do Dois às 10.
Em termos de disposição da casa, nesta edição, o anterior Anexo dá lugar ao Lounge do Líder, onde apenas podem estar o líder da semana e os respetivos aleados no jogo. Há também uma outra novidade, a prova do bomerang que se realiza há segunda-feira no horário do Especial apresentado pelo Cláudio Ramos, a prova consiste em os concorrentes que mais foram votados nas nomeações e estão em risco de sair compitam por uma imunidade, com isso o vencedor da prova não vai a nomeação.
Terminou a 30 de junho de 2024, com a vitória de Inês Morais, concorrente que entrou no jogo após 3 semanas do seu início, levando para casa o prémio de 100.000 € com 61% do público.

### Big Brother 2025
Após uma pausa no formato, o programa regressa à antena da TVI em março de 2025, para a edição comemorativa dos 25 anos do formato. A apresentação ficou a cargo Cláudio Ramos.
Antes da estreia do programa, foi feito um reality-show prévio denominado "Quem vai Entrar?", apresentado por Maria Botelho Moniz, onde 
4 candidatos a concorrentes lutaram por um lugar no "Big Brother 2025" durante 2 dias. A casa deste programa prévio ao "Big Brother 2025" foi criada no Centro Comercial UBBO.
Nesta edição, os concorrentes são todos anónimos e a casa sofreu algumas alterações, tendo ficado dividida em 2 partes. A divisão da casa onde os concorrentes têm direito a todas as mordomias e o Armazém onde as condições e o espaço são limitados. Contudo, esta última divisão, foi extinta após de 5 dias de programa, fazendo com que os concorrentes passassem a viver todos juntos.
Inicialmente o sistema de nomeações era definido de acordo com os concorrentes presentes no Armazém até às 5as. feiras. Contudo após uma semana e com a extinção dessa divisão da Casa, o sistema de nomeações voltou a ser definido nas galas de domingo e no "Especial" de 2ª feira.
Terminou a 29 de junho de 2025, com a vitória de Luís Gonçalves, que recebeu 57% dos votos e conquistou 100.000 €.

### Big Brother Verão
Com o término do Big Brother 2025 em junho de 2025, a TVI decidiu fazer uma edição especial do reality-show entre o final do mês de junho e o início de setembro com celebridades e influenciadores.
No dia 20 de junho de 2025 é anunciado pelo canal, que a apresentação do formato cabe a Maria Botelho Moniz enquanto apresentadora principal.
Esta edição, tem estreia marcada para o dia 30 de junho de 2025, um dia após a final do "Big Brother 2025".
Esta edição especial, ficou marcada por uma renovação no painel de comentadores e de apresentadores.
Assim nos blocos "Diário" e "Última Hora", o apresentador Nuno Eiró assume a condução destes e Marta Cardoso mantém-se, contudo, na apresentação dos "Extra".
Como concorrentes, esta edição especial juntou nomes como  Catarina Miranda, Daniela Ventura, Afonso Leitão, Jéssica Vieira, André Filipe, Ana Catharina, Kina, Luiza Abreu, Manuel Melo, Viriato Quintela, Bruna, Marta Cruz e Salvador Crisball. Este grupo de concorrentes é, contudo, inicial visto que o programa recebe novos concorrentes no decorrer do mesmo.

## Audiências
| Edição                        | Horário de exibição                               | Episódio de estreia     | Episódio de estreia     | Episódio de estreia | Episódio de estreia | Episódio de encerramento | Episódio de encerramento | Episódio de encerramento | Ref.ª \| Notas        |
| Edição                        | Horário de exibição                               | Data                    | Data                    | Rating              | Share               | Data                     | Rating                   | Share                    | Ref.ª \| Notas        |
| ----------------------------- | ------------------------------------------------- | ----------------------- | ----------------------- | ------------------- | ------------------- | ------------------------ | ------------------------ | ------------------------ | --------------------- |
| BB 1                          | Domingo (Estreia) Terça-feira (Gala de expulsões) | 3 de setembro de 2000   | 3 de setembro de 2000   | 14,7                | 39,9%               | 31 de dezembro de 2000   | 23                       | 73,8%                    | [ 3 ] [ 56 ]          |
| BB 2                          | Domingo (Estreia) Terça-feira (Gala de expulsões) | 21 de janeiro de 2001   | 21 de janeiro de 2001   | 21,6                | 56%                 | 20 de maio de 2001       | 22,3                     | 63,8%                    | [ 91 ] [ 92 ]         |
| BB 3                          | Domingo (Estreia) Terça-feira (Gala de expulsões) | 2 de setembro de 2001   | 2 de setembro de 2001   | 17,4                | 60,4%               | 31 de dezembro de 2001   | 14,5                     | 55,7%                    | [ 93 ]                |
| BB Famosos 1                  | Domingo (Estreia) Terça-feira (Gala de expulsões) | 8 de setembro de 2002   | 8 de setembro de 2002   | 15,9                | 49,2%               | 3 de novembro de 2002    | 12,9                     | 48,2%                    | [ 56 ] [ 94 ]         |
| BB Famosos 2                  | Terça-feira (Gala de expulsões)                   | 5 de novembro de 2002   | 5 de novembro de 2002   | 14,9                | 53,8%               | 31 de dezembro de 2002   | 12,7                     | 48,5%                    | [ 94 ]                |
| BB 4                          | Terça-feira (Gala de expulsões)                   | 2 de setembro de 2003   | 2 de setembro de 2003   | 14,3                | 41,8%               | 31 de dezembro de 2003   | 10,9                     | 38,8%                    | [ 95 ]                |
| BB VIP                        | Domingo (Gala de expulsões)                       | 21 de abril de 2013     | 21 de abril de 2013     | 20,5                | 45,9%               | 21 de julho de 2013      | 18                       | 40%                      | [ 96 ] [ 97 ]         |
| BB 2020                       | Domingo (Gala de expulsões)                       | BB Zoom                 | 26 de abril de 2020     | 11,6                | 24,9%               | 2 de agosto de 2020      | 13,6                     | 32,5%                    | [ 98 ] [ 99 ] [ 100 ] |
| BB 2020                       | Domingo (Gala de expulsões)                       | Big Brother             | 10 de maio de 2020      | 12,6                | 23,8%               | 2 de agosto de 2020      | 13,6                     | 32,5%                    | [ 98 ] [ 99 ] [ 100 ] |
| BB - A Revolução              | Domingo (Gala de expulsões)                       | 13 de setembro de 2020  | 13 de setembro de 2020  | 12,2                | 29,8%               | 31 de dezembro de 2020   | 13.5                     | 27,9%                    | [ 101 ]               |
| BB - Duplo Impacto            | Domingo (Gala de expulsões)                       | 3 de janeiro de 2021    | 3 de janeiro de 2021    | 10,8                | 24,9%               | 27 de março de 2021      | 13,1                     | 32,2%                    |                       |
| BB 2021                       | Domingo (Gala de expulsões)                       | 12 de setembro de 2021  | 12 de setembro de 2021  | 12,6                | 29,6%               | 31 de dezembro de 2021   | 11,3                     | 24,8%                    |                       |
| BB Famosos 2022               | Domingo (Gala de expulsões)                       | 2 de janeiro de 2022    | 2 de janeiro de 2022    | 16,3                | 34,3%               | 26 de fevereiro de 2022  | 13,8                     | 32,4%                    | [ 102 ] [ 103 ]       |
| BB Famosos 2022 (2ª)          | Domingo (Gala de expulsões)                       | 27 de fevereiro de 2022 | 27 de fevereiro de 2022 | 12,3                | 30%                 | 24 de abril de 2022      | 13                       | 25,5%                    | [ 104 ] [ 105 ]       |
| Big Brother - Desafio Final 1 | Domingo (Gala de expulsões)                       | 24 de abril de 2022     | 24 de abril de 2022     | 12,6                | 30,6%               | 5 de junho de 2022       | 11.5                     | 27,3%                    | [ 106 ] [ 107 ]       |
| Big Brother 2022              | Domingo (Gala de expulsões)                       | 11 de setembro de 2022  | 11 de setembro de 2022  | 11.3                | 26,9%               | 31 de dezembro de 2022   | 11,6                     | 28,3%                    |                       |
| Big Brother 2023              | Domingo (Gala de expulsões)                       | 10 de setembro de 2023  | 10 de setembro de 2023  | 10,8                | 27,2 %              | 31 de dezembro de 2023   | 10,8                     | 27,8%                    |                       |
| Big Brother - Desafio Final 2 | Domingo (Gala de expulsões)                       | 7 de janeiro de 2024    | 7 de janeiro de 2024    | 11,2                | 21,2%               | 17 de março de 2024      | 10,5                     | 20,1%                    | [ 108 ] [ 109 ]       |
| Big Brother - Desafio Final 2 | Domingo (Gala de expulsões)                       | 7 de janeiro de 2024    | 7 de janeiro de 2024    | 10,6                | 25,4%               | 17 de março de 2024      | 10,6                     | 26,2%                    | [ 108 ] [ 109 ]       |
| Big Brother - Desafio Final 2 | Domingo (Gala de expulsões)                       | 7 de janeiro de 2024    | 7 de janeiro de 2024    | 7,0                 | 26,3%               | 17 de março de 2024      | 9,9                      | 32,6%                    | [ 108 ] [ 109 ]       |
| Big Brother 2024              | Domingo (Gala de expulsões)                       | 24 de março de 2024     | 24 de março de 2024     | 11,0                | 20,8%               | 30 de junho de 2024      | 9,9                      | 18,6%                    | [ 110 ]               |
| Big Brother 2024              | Domingo (Gala de expulsões)                       | 24 de março de 2024     | 24 de março de 2024     | 10,7                | 25,8%               | 30 de junho de 2024      | 10,5                     | 23,8%                    | [ 110 ]               |
| Big Brother 2024              | Domingo (Gala de expulsões)                       | 24 de março de 2024     | 24 de março de 2024     | 7,1                 | 27,8%               | 30 de junho de 2024      | 9,4                      | 32,1%                    | [ 110 ]               |